# Costituzione del Nepal del 2015
La Costituzione del Nepal del 2015 (in nepalese नेपालको संविधान २०७२ Nēpālakō sanvidhāna 2072) è la costituzione in vigore in Nepal dal 20 settembre 2015, sostituendo la precedente Costituzione provvisoria del 2007. 
Essa è divisa in 35 parti, 308 articoli e 9 programmi ed è stata scritta dalla Seconda Assemblea Costituente dopo che la prima non era stata in grado di produrre una costituzione nel periodo del suo mandato.
È stata promulgata il 16 settembre 2015 (entrando poi in vigore il successivo 20 settembre), con l'appoggio del 90% dei legislatori: difatti, su 598 membri dell'Assemblea, 538 hanno votato a favore, mentre 60 sono stati i contrari.

## L'Assemblea Costituente del Nepal
Per la scrittura del nuovo testo costituzionale, la Costituzione provvisoria del 2007 previde una specifica Assemblea costituente della durata di due anni, eletta dal popolo. 
Secondo i termini, infatti, la nuova costituzione sarebbe dovuta essere promulgata entro l’aprile del 2010, ma la stessa Assemblea Costituente, insediatasi, ha di volta in volta posticipato la promulgazione a causa di alcuni contrasti. Il 25 maggio 2011, tuttavia, la Corte Suprema del Nepal si è espressa contro l'estensione della Costituzione Provvisoria e così, dal 29 maggio 2011, l'Assemblea Costituente ha ripetutamente esteso la Costituzione Provvisoria seppur illegittimamente.
Alla fine, il 28 maggio 2012, l'Assemblea Costituente è stata sciolta, dopo un’ultima estensione, terminando quattro anni di dibattito vacuo sulla costituzione e lasciando il paese in un vuoto legale.
Nuove elezioni furono dunque indette il 19 novembre 2013 per una seconda Assemblea costituente, con l’impegno dei leader politici a redigere una nuova costituzione entro un anno, impegnandosi altresì nella promulgazione entro il 22 gennaio 2015. Ciononostante, a causa di continue differenze sulle questioni-chiave la costituzione non poté essere promulgata in tempo.
Il 16 settembre 2015, infine, l’Assemblea promulgò la costituzione, che poté entrare così in vigore 4 giorni dopo, il 20 settembre.

## Caratteristiche basilari della Costituzione
La Costituzione è scritta in larga parte in termini di genere neutrali ed introduce alcune importanti aspetti nell’organizzazione dello stato. Tra questi, i più rilevanti sono:
- Il passaggio definitivo dalla monarchia costituzionale alla repubblica parlamentare;
- La suddivisione del Nepal in sette province federate con propri parlamenti unicamerali e passaggio definitivo dallo stato unitario allo stato federale (sebbene comunque con due importanti differenze dal classico federalismo, che avvicinano il paese più ad uno stato semi-federale/decentrato, poiché esistono esplicite competenze concorrenti tra Stato centrale e Province e le cosiddette “competenze residuali”, ossia quei poteri non direttamente menzionati in Costituzione, non ricadono sugli stati federati, su altre suddivisioni o sull’autonomia dei cittadini, bensì sulla federazione, ex Art. 58);
- La reintroduzione di un sistema parlamentare bicamerale (Parlamento Federale del Nepal) al centro;
- L’introduzione di un sistema elettorale misto tra maggioritario secco e proporzionale;
- L’introduzione dei diritti di genere e della protezione delle minoranze sessuali;
- Il riconoscimento dei diritti delle donne.